# Underneath (canção)
"Underneath" é uma música da cantora canadense Alanis Morissette, primeiro single do álbum Flavors of Entanglement de 2008. Disponível para download desde 15 de abril de 2008, depois de ter sido anunciado para 25 de março.
No Brasil, este single recebeu certificação de Disco de Diamante pela ABPD, devido a mais de 500 mil downloads pagos.

## Videoclipe
Em 15 de setembro de 2007 o videoclipe do Elevate Film Festival de Los Angeles foi produzido por Matt Docter e Ric Frazier. Em janeiro de 2008 já poderia ser assistido na internet, nele vemos Alanis e outros personagens pulando e nadando em uma piscina. O clipe oficial foi lançado na internet em maio de 2008. Nesse Alanis Morissette vive duas personagens: uma mulher que mora em um coração e outra que mora em uma cidade grande. A mensagem da primeira é Salve o coração; a da segunda é Salve a Terra. O vídeo mostra uma preocupação com o aquecimento global. Há merchandising do carro BlueTec da Mercedes-Benz, pois é um veículo que polui menos. A versão oficial também já foi lançada na TV.

## Faixas

### CD single Padrão
1. "Underneath" — 4:07
2. "20/20" — 4:17

### CD single Especial
1. "Underneath" — 4:07
2. "20/20" — 4:17
3. "Underneath" (Josh Harris remix) — 7:19